# Holdenhurst
Holdenhurst är en by i civil parish Throop and Holdenhurst, i distriktet Bournemouth, Christchurch and Poole, i grevskapet Dorset, i England. Byn är belägen 12 km från Poole. Holdenhurst var en civil parish fram till 1931 när blev den en del av Bournemouth och Hurn. Civil parish hade 563 invånare år 1921. Byn nämndes i Domedagsboken (Domesday Book) år 1086, och kallades då Hole(h)est.